# Omphalora arizonica
Omphalora arizonica är en lavart som först beskrevs av Willey, och fick sitt nu gällande namn av T. H. Nash & Hafellner. Omphalora arizonica ingår i släktet Omphalora och familjen Parmeliaceae.   Inga underarter finns listade i Catalogue of Life.

## Galleri

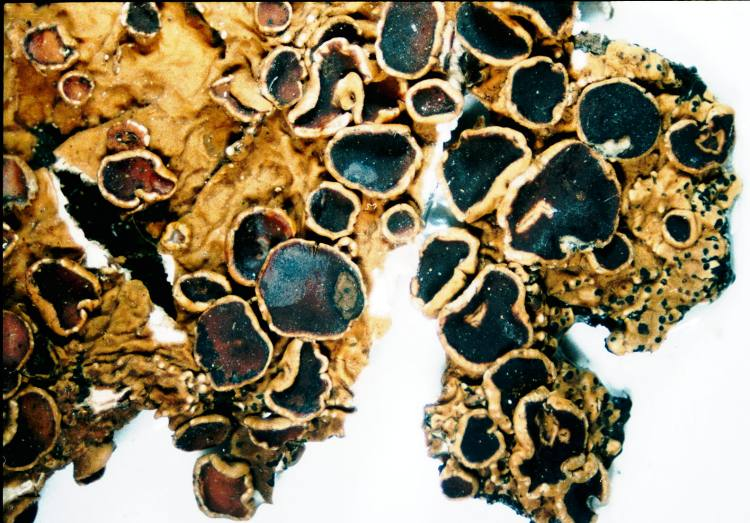
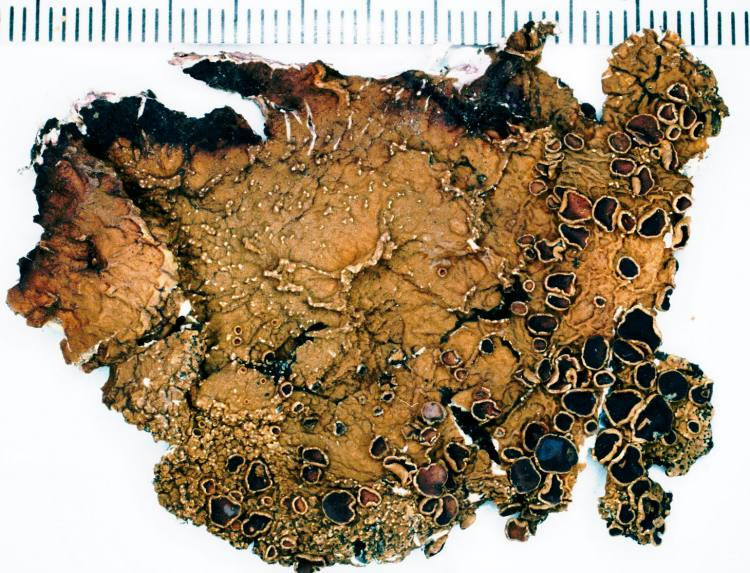